# Pomacentrus indicus
Pomacentrus indicus là một loài cá biển thuộc chi Pomacentrus trong họ Cá thia. Loài này được mô tả lần đầu tiên vào năm 1991.

## Từ nguyên
Từ định danh indicus trong tiếng Latinh có nghĩa là "thuộc Ấn Độ", hàm ý đề cập đến Ấn Độ Dương, nơi phân bố trong tự nhiên của loài cá này.

## Phạm vi phân bố và môi trường sống
P. indicus được phân bố rải rác trên Ấn Độ Dương, được ghi nhận tại Sri Lanka, Maldives, quần đảo Chagos và Seychelles. P. indicus sống tập trung gần những rạn san hô viền bờ và trong đầm phá ở độ sâu đến 40 m.

## Mô tả
Chiều dài lớn nhất được ghi nhận ở P. indicus là 11 cm. Cá con có một dải màu cam từ mõm dọc theo gốc vây lưng, với một đốm đen lớn viền xanh lam ở phía sau của vây lưng; đầu có nhiều vệt đốm màu xanh óng. Cá trưởng thành chỉ có duy nhất một màu nâu sẫm; vảy cá được viền đen tạo thành kiểu hình mắt lưới trên thân của chúng; đốm đen lớn ở gốc vây ngực; nhiều chấm nâu đen trên trán.
Số gai ở vây lưng: 13; Số tia vây ở vây lưng: 13–14; Số gai ở vây hậu môn: 2; Số tia vây ở vây hậu môn: 14–15; Số gai ở vây bụng: 1; Số tia vây ở vây bụng: 5.

## Sinh thái học
Thức ăn của P. indicus bao gồm tảo và các loài động vật phù du. Cá đực có tập tính bảo vệ và chăm sóc trứng.